# VTK
VTK(Visualization Toolkit)는 3차원 컴퓨터 그래픽스, 화상 처리, 과학적 시각화를 위한 오픈 소스 소프트웨어 시스템이다.
VTK는 OSI가 승인한 BSD 3-clause 허가서로 배포된다.